# 織田信康
織田 信康（おだ のぶやす）は、戦国時代の武将。犬山城築城主。

## 生涯
尾張国の織田弾正忠家（勝幡織田氏）の当主・織田信定の子として誕生。
天文2年（1533年）7月11日、兄・信秀が主家筋の織田大和守家（清洲織田氏）織田達勝と争った際、和平成立後、兄・信秀の代理として清洲城に出向いた。また、天文6年（1537年）には犬山城に入城し、織田伊勢守家（岩倉織田氏）の織田信安の後見役も務めたとされる。兄・信秀に従い、今川氏との小豆坂の戦いなどで戦功を挙げるなど、政戦両面で活躍した。
天文13年（1544年）、斎藤道三との戦いに従軍し、美濃稲葉山城攻め（加納口の戦い）にて戦死。没年については天文16年（1547年）ともされる。子・信清は信秀や信長に対して反抗的であったため、犬山織田家は織田弾正忠家の敵対勢力の1つとなった。

## 系譜
- 父：織田信定
- 母：不詳
- 妻：不詳
- 生母不明の子女
  - 男子：織田信清
  - 男子：織田広良
  - 男子：織田信正[注釈 2]
  - 男子：柘植与一（織田大炊介）
  - 男子：織田信武（庶子、松長三郎信正）
  - 女子：織田信張正室
- 養子
  - 男子：織田信時 - 織田信秀の子